# Nancy Argenta
Nancy Argenta (eigentlich Nancy Herbison, * 17. Januar 1957 in Nelson, British Columbia, Kanada) ist eine kanadische Opernsängerin (Sopran).

## Leben
Nancy Argenta wurde in Kanada geboren und wuchs in dem Städtchen Argenta auf, dessen Namen sie später als Künstlernamen annahm. Sie studierte bei Jacob Hann in Vancouver und bei Martin Chambers an der University of Western Ontario und graduierte 1980. Im gleichen Jahr gewann sie den ersten Preis bei der S.C. Eckhardt-Gramatté Competition. Nach einem weiteren Training bei Jacqueline Richard in Düsseldorf von 1980 bis 1981 zog sie um nach London, wo sie weiteren täglichen Unterricht bei Peter Pears, Gérard Souzay und Vera Rosza nahm.
1983 debütierte sie als La Chasseuresse in Rameaus Oper Hippolyte et Aricie beim Festival in Aix-en-Provence. Seither ist sie eine vielbeschäftigte Sopranistin mit Engagements u. a. in Berlin, Göttingen, New York, Wien und London sowie den größten Opernhäusern in den USA und Kanada. Ihr Repertoire umfasst die Werke von Bach, Händel, Mozart, Schubert, Schönberg und Purcell und reicht von Werken aus dem 17. Jahrhundert bis zur Neuzeit.